# Miroslav Čatár
Miroslav Čatár (* 5. prosince 1955) je bývalý slovenský fotbalista, obránce.

## Fotbalová kariéra
V československé lize hrál za Slovan Bratislava. Nastoupil v 6 ligových utkáních. Ve druhé nejvyšší soutěži hrál za Spartak ZŤS Dubnica a ČH Bratislava.

## Ligová bilance
| Ročník                                      | Zápasy | Góly | Klub                |
| ------------------------------------------- | ------ | ---- | ------------------- |
| 1. československá fotbalová liga 1975/76    | 1      | 0    | Slovan Bratislava   |
| 1. československá fotbalová liga 1976/77    | 5      | 0    | Slovan Bratislava   |
| 1. slovenská národní fotbalová liga 1981/82 | 1      | 0    | Spartak ZŤS Dubnica |
| 1. slovenská národní fotbalová liga 1982/83 | 20     | 7    | Spartak ZŤS Dubnica |
| 1. slovenská národní fotbalová liga 1983/84 | 3      | 0    | Spartak ZŤS Dubnica |
| 1. slovenská národní fotbalová liga 1986/87 | 22     | 3    | ČH Bratislava       |
| CELKEM 1. liga                              | 6      | 0    |                     |